# ديوغو كامبوس غوميز
ديوغو كامبوس غوميز هو لاعب كرة قدم برازيلي في مركز الهجوم، ولد في 31 ديسمبر 1990 في Miranorte ‏ في البرازيل. لعب مع أتلتيكو غويانيينسي وبوتافوغو ريغاتاس ونادي إيفيان.

## وصلات خارجية
- ديوغو كامبوس غوميز على موقع قاعدة بيانات كرة القدم.إي يو (الإنجليزية)
- ديوغو كامبوس غوميز على موقع Soccerway.com (الإنجليزية)
- ديوغو كامبوس غوميز على موقع AS.com (الإسبانية)